# ノックフォワード
ノックフォワード（英: knock-forward、旧称：ノックオン 英: Knock on）とは、ラグビーにおける反則の一つ。日本においては2025年1月6日をもって従来の「ノックオン」から「ノックフォワード」に改称され、順次周知する方針である。

## 概要

ラグビーのフィールド

日本ラグビーフットボール協会のルールでは、次のように定義されている。
プレーヤーがボールを落としボールが前方へ進む、または、プレーヤーが手または腕でボールを前方へたたく、または、ボールがプレーヤーの手または腕に当たってボールが前方へ進み、そのプレーヤーがそのボールを捕りなおす前にボールが地面または他のプレーヤーに触れることをいう。
「前方へ」とは、「相手側のデッドボールラインの方向へ」という意味である。
例外として、相手側がキックすると同時に、またはキックした直後に、プレーヤーがそのボールをチャージダウンした場合は、たとえボールが手または腕にあたって前方に進んだとしてもノックフォワード（ノックオン）とはされない。
スローフォワードと共に、「手でボールを前に進めてはいけない」というラグビーの特徴的なルールの一つで、攻防の大きな転換点となることが多く見られ、「痛恨のノックフォワード（ノックオン）」でネット検索をかけるとヒットするページがいくつもある。この原則は、タグラグビーでもとられている。

## この反則が起こった場合の措置

### 故意でないノックフォワード（ノックオン）
下記のいずれかの場合を除き、その起った地点においてスクラム（ボール投入はノックフォワード（ノックオン）をしたプレーヤーの相手側チーム、以下同様）を組む。

### ラインアウトにおける、故意でないノックフォワード（ノックオン）
タッチラインから15メートルの地点においてスクラムを組む。

### ノックフォワード（ノックオン）したボールがインゴールに入った場合
攻撃側のプレーヤーがフィールドオブプレーにおいてノックフォワード（ノックオン）し、そのボールが相手側インゴールに入り、そこでデッドになった場合、ノックフォワード（ノックオン）の起った地点でスクラムを与える（故意にノックフォワード（ノックオン）をした場合を除く）。

### インゴールでのノックフォワード（ノックオン）
いずれかのチームのプレーヤーが、インゴールでノックフォワード（ノックオン）をした場合、反則の地点に相対しゴールラインから5メートルの地点でスクラムを与える（故意にノックフォワード（ノックオン）をした場合を除く）。ただし、タッチラインから5メートル以内では組まない。

### 故意のノックフォワード（ノックオン）
インテンショナル・ノックフォワード（ノックオン）ともいう。
上記の各場合が起こる原因には、捕球しようとして球を落とすことがある。手または腕を用いて故意にボールを前方にノックしてはならない。
故意にノックフォワード（ノックオン）をした場合は、相手方にペナルティキックを与える。その反則がなかったならばほぼ間違いなくトライが得られたと認められる場合は、ペナルティトライを与えなければならない。